# جام باشگاه‌های تهران ۱۳۳۵
جام باشگاه‌های تهران ۱۳۳۵ دوره‌ای از مسابقات جام باشگاه‌های تهران بود که در سال ۱۳۳۵ انجام شد و با قهرمانی تیم تاج به پایان رسید. در این فصل بازی فینال چهار بار تکرار شد تا تیم قهرمان مشخص شود.

## نحوه برگزاری بازی‌ها
در سال ۱۳۳۵ مسابقات فوتبال باشگاه‌های تهران زیر نظر فدراسیون فوتبال آغاز گردید. در این مسابقات ۱۳ تیم از باشگاه‌های تاج، دارایی، شاهین، بوستان ورزش، تهران‌جوان، شرق، شعاع، نیروی هوایی، شهباز، پولاد و موتوری ارتش حضور داشتند. در این سال بازی‌های قهرمانی باشگاه‌های تهران با سبک و سیاقی متفاوت نسبت به سال‌های گذشته انجام شد. در این مسابقات که در دو گروه برگزار می‌شد، از گروه اول که دو تیم تاج و شاهین در آن حضور داشتند، دو تیم به مرحله بعد صعود می‌کردند، و از گروه دوم فقط یک تیم به مرحله بعد راه می‌یافت، مسابقات به طریق دو حذفی انجام گردید. دو تیم شاهین و تاج به عنوان تیم‌های اول و دوم گروه یک و نیروی هوایی به عنوان تیم اول گروه دوم به مرحله بعدی راه یافتند. در مرحله دوم بازی‌ها ابتدا تاج به مصاف تیم نیروی هوایی رفت که این مسابقه با نتیجه ۲ بر ۱ به سود تیم نیروی هوایی تمام شد ولی این تیم به علت استفاده غیرمجاز از یک بازیکن با نتیجه ۵ بر صفر بازنده اعلام شد و بدین ترتیب بازی فینال بین دو تیم تاج و شاهین برگزار شد.

## بازی فینال
در این دوره از بازی‌ها دو تیم تاج و شاهین چهار بار به عنوان بازی فینال در برابر هم قرار گرفتند تا اینکه در بازی چهارم تیم تاج با کسب برد ۲ بر ۰ برابر تیم شاهین قهرمان این دوره از بازی‌ها شد. بازی اول فینال بین این دو تیم با نتیجه یک بر یک مساوی تمام شد و به همین خاطر قرار شد که دو تیم یک بار دیگر در مقابل هم بایستند. تکرار بازی فینال نتیجه سه بر سه را در پی داشت و تعیین قهرمان به بازی سوم کشید که در این بازی تیم تاج توانست تیم شاهین را با نتیجه سه بر یک شکست بدهد اما چون بازی‌ها به صورت دو حذفی برگزار می‌شد و هر تیم در مقابل یکدیگر یک بار پیروز شده بودند (شاهین در مسابقات مقدماتی همین بازیها تیم تاج را چهار بر یک شکست داده بود) مقرر گردید، که این دو تیم یک بار دیگر در مقابل هم صف آرایی کنند که در این دیدار تیم تاج با با نتیجه دو بر صفر تیم شاهین را شکست داد و فاتح جام قهرمانی باشگاه‌های تهران شد.

## بازی‌های تاج و شاهین
| بازی | تاریخ بازی    | مرحله      | تیم ۱ | نتیجه | تیم ۲ |
| ---- | ------------- | ---------- | ----- | ----- | ----- |
| ۱    | ۱۸ تیر ۱۳۳۵   | مقدماتی    | تاج   | ۱–۴   | شاهین |
| ۲    | ۱۹ مرداد ۱۳۳۵ | فینال یک   | تاج   | ۱–۱   | شاهین |
| ۳    | ۲۸ مرداد ۱۳۳۵ | فینال دو   | تاج   | ۳–۳   | شاهین |
| ۴    | ۲ شهریور ۱۳۳۵ | فینال سه   | تاج   | ۳–۱   | شاهین |
| ۵    | ۹ شهریور ۱۳۳۵ | فینال چهار | تاج   | ۲–۰   | شاهین |

منبع